# RPL7
RPL7 (англ. Ribosomal protein L7) – білок, який кодується однойменним геном, розташованим у людей на короткому плечі 8-ї хромосоми. Довжина поліпептидного ланцюга білка становить 248 амінокислот, а молекулярна маса — 29 226.
| 10         |  | 20         |  | 30         |  | 40         |  | 50         |
| ---------- |  | ---------- |  | ---------- |  | ---------- |  | ---------- |
| MEGVEEKKKE |  | VPAVPETLKK |  | KRRNFAELKI |  | KRLRKKFAQK |  | MLRKARRKLI |
| YEKAKHYHKE |  | YRQMYRTEIR |  | MARMARKAGN |  | FYVPAEPKLA |  | FVIRIRGING |
| VSPKVRKVLQ |  | LLRLRQIFNG |  | TFVKLNKASI |  | NMLRIVEPYI |  | AWGYPNLKSV |
| NELIYKRGYG |  | KINKKRIALT |  | DNALIARSLG |  | KYGIICMEDL |  | IHEIYTVGKR |
| FKEANNFLWP |  | FKLSSPRGGM |  | KKKTTHFVEG |  | GDAGNREDQI |  | NRLIRRMN   |

A: Аланін

C: Цистеїн

D: Аспарагінова кислота

E: Глутамінова кислота

F: Фенілаланін

G: Гліцин

H: Гістидин

I: Ізолейцин

K: Лізин

L: Лейцин

M: Метіонін

N: Аспарагін

P: Пролін

Q: Глутамін

R: Аргінін

S: Серин

T: Треонін

V: Валін

W: Триптофан

Кодований геном білок за функціями належить до рибонуклеопротеїнів, рибосомних білків, фосфопротеїнів. 
Задіяний у такому біологічному процесі, як ацетилювання. 
Білок має сайт для зв'язування з РНК. 